# 슬픈 계절에 만나요
슬픈 계절에 만나요는 1981년 공개된 대한민국의 영화이다.

## 배역
- 장미희
- 서정일
- 김희라
- 김하림